# صفيراء صفراء الزهرة
صفيراء صفراء الزهرة (الاسم العلمي:Sophora xanthantha) هي نوع من النباتات يتبع جنس الصفيراء من الفصيلة البقولية.